# Tuyến đường châu Âu E15
Tuyến đường châu Âu E15 là một phần của Mạng lưới Đường bộ Quốc tế châu Âu. Đây là một đường tham chiếu Bắc-Nam chạy từ Inverness, Scotland xuống phía nam qua Anh và Pháp để tới Algeciras, một thành phố cảng ở miền nam Tây Ban Nha. Hầu hết đoạn giữa Paris và London, tuyến đường chạy song song với tuyến đường sắt cao tốc LGV Nord của Pháp (cao tốc A1 của Pháp) và đường sắt cao tốc 1 của Anh (đường cao tốc M20).

## Hành trình

### Vương quốc Anh (987 km)
Giống như tất các tuyến đường khác thuộc mạng lưới, E15 không được đánh số tại Vương quốc Anh. Tuyến đường nay bao gồm các con đường sau đây:
- A9, Inverness tới Perth
- M90 và A90, Perth tới Edinburgh
- A902, A8 và A720 quanh Edinburgh
- A68, Edinburgh tới Otterburn
- A696, Otterburn tới Newcastle upon Tyne
- A1 và A1(M), Newcastle upon Tyne tới London
- M25 phía Bắc của sông Thames, A282 (đường hầm Dartford), M25 phía nam sông Thames, passing London to the east. Phần này kết hợp với E30 giữa A1 và Brentwood, Essex.
- M20 và A20, London tới thị trấn Dover

E15 bị ngăn cách bởi eo biển Anh từ Dover và Calais, Pháp. Có một phà nối giữa Dover và Calais. Đường hầm eo biển Manche từ thành phố cảng Folkestone là sự gắn kết tuyến đường này.

### Pháp (1173 km)
Tại Pháp, E15 chạy qua các con đường sau:
- Đường cao tốc A26 – Calais-Saint-Omer-Béthune-Arras
- Đường cao tốc A1 – Arras-Compiègne-Senlis-Sân bay quốc tế CDG
- Đường cao tốc A3 – Sân bay quốc tế CDG-Bobigny-Cửa ô Bagnolet
- Đại lộ vành đai Paris – Cửa ô Bagnolet-Cửa ô Italie
- Đường cao tốc A6 – Cửa ô Italie-Évry-Auxerre-Avallon-Beaune-Chalon-sur-Saône-Mâcon-Lyon
- Đường cao tốc A7 – Lyon-Vienne-Valence-Montélimar-Orange
- Đường cao tốc A9 – Orange-Nîmes-Montpellier-Béziers-Narbonne-Perpignan-Le Perthus

### Tây Ban Nha (1273 km)

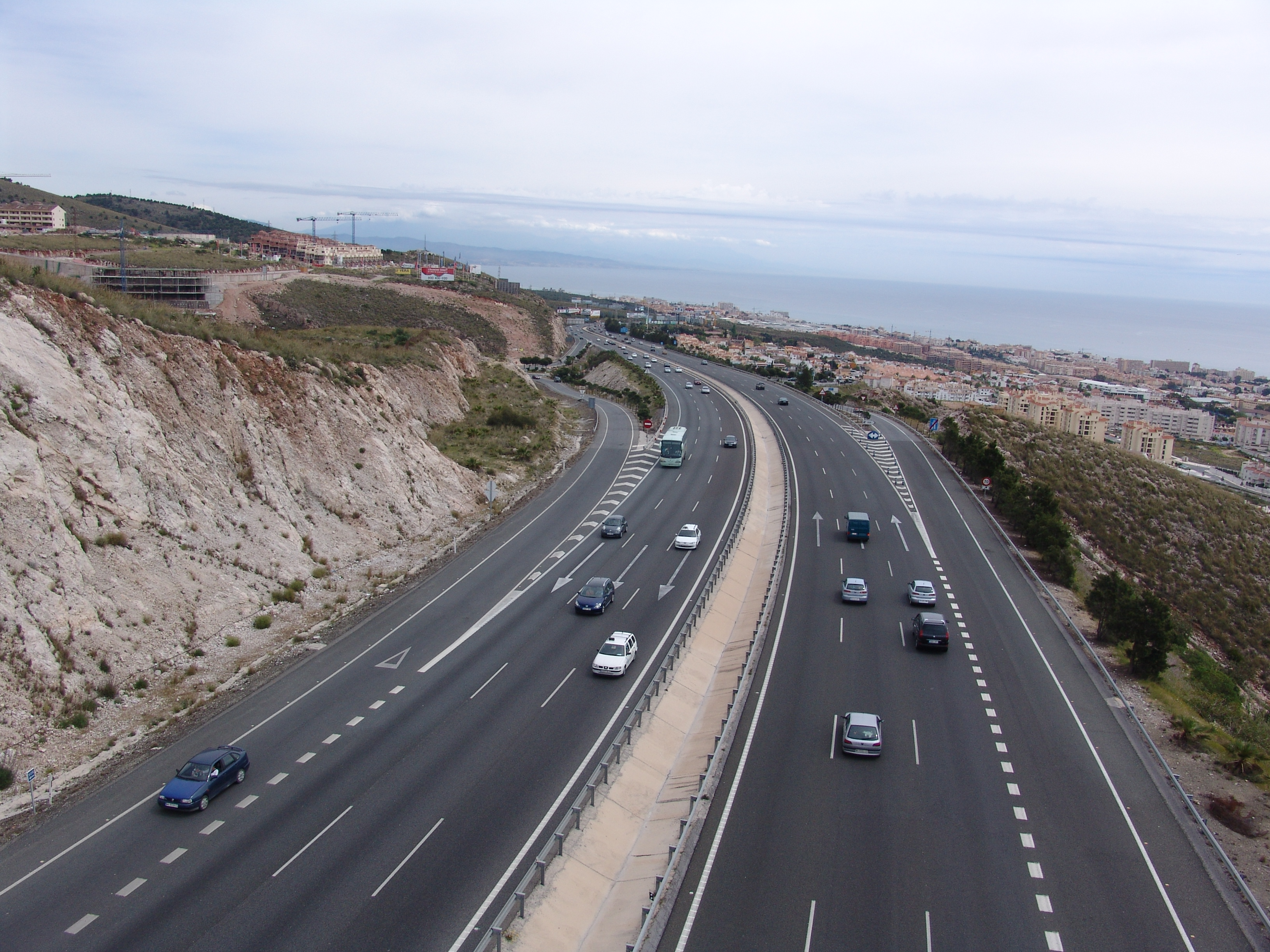
E15 tại Benalmádena

Tại Tây Ban Nha, E15 chạy qua đường cao tốc AP-7 và các con đường N-II, N-332, và N-340 chạy qua các đô thị từ: Girona – Barcelona – Tarragona – Castellón de la Plana – Valencia - Alicante – Elche – Murcia – Almería - Motril – Málaga – Algeciras